# Xinye
Der Kreis Xinye (chinesisch 新野县, Pinyin Xīnyě Xiàn) gehört zum Verwaltungsgebiet der bezirksfreien Stadt Nanyang in der chinesischen Provinz Henan. Er hat eine Fläche von 1.056 km² und zählt 633.600 Einwohner (Stand: Ende 2018). Sein Hauptort ist die Großgemeinde Chengguan (城关镇).

## Administrative Gliederung
Auf Gemeindeebene setzt sich der Kreis aus sieben Großgemeinden und fünf Gemeinden zusammen. 